# الرباط (ريمة)

تعديل مصدري - تعديل

الرباط أو قرية الرباط هي قرية جبلية في عزلة الاسلاف بمديرية السلفية التابعه لمحافظة ريمة اليمنية، بلغ تعداد سكانها 539 نسمة حسب إحصاء اليمن لعام 2004.

## المحلات التابعه للقرية
- الكدانه
- عفلة
- الرقبة
- قود
- النايف
- النايف
- الابرهي
- بيت الشاهر
- شعب الطنب
- الجبور
- المرجح
- رهبة القطن
- الجردمية
- المجن
- جدعه